# Campylopus
Genre
Campylopus est un genre de mousses. Selon la taxonomie de Frey/Fischer/Stech, il est placé dans la famille des Leucobryaceae. 

## Phytonymie
Le nom Campylopus vient du grec campylos, courbé et pous, pied, allusion à la soie courbée portant la capsule du sporophyte.

## Quelques espèces
- Campylopus angustiretis (Aust.) Lesq. & James
- Campylopus arctocarpus (Hornsch.) Mitt.
- Campylopus atrovirens de Not.
  - Campylopus atrovirens var. cucullatifolius J.-P.Frahm
- Campylopus aureus Bosch & Sande Lac.
- Campylopus boswellii
- Campylopus carolinae Grout
- Campylopus flexuosus
- Campylopus fragilis (Brid.) Bruch & Schimp.
- Campylopus introflexus (Hedw.) Brid.
- Campylopus oerstedianus (C.Müll.) Mitt.
- Campylopus paradoxus Wils.
- Campylopus pilifer Brid.
- Campylopus pyriformis (Schultz) Brid.
- Campylopus schimperi Milde
- Campylopus schwarzii Schimp.
- Campylopus subulatus Schimp.
- Campylopus surinamensis C.Muell.
- Campylopus tallulensis Sull. & Lesq.
- Campylopus zygodonticarpus (C.Müll.) Par.